# Selig Polyscope Company
Pour les articles homonymes, voir Selig.
 (octobre 2024).
Si vous disposez d'ouvrages ou d'articles de référence ou si vous connaissez des sites web de qualité traitant du thème abordé ici, merci de compléter l'article en donnant les références utiles à sa vérifiabilité et en les liant à la section « Notes et références ».
Selig Polyscope Company est une société de production de cinéma américaine de la période du cinéma muet.

## Histoire
La Selig Polyscope Company est fondée sous le nom de Mutoscope and Film Company en 1896 par William Selig à Chicago, dans l'État de l'Illinois. En 1908, elle rejoint le trust créé et dirigé par Thomas Edison, la puissante Motion Picture Patents Company, regroupant de nombreux producteurs américains : Edison, Biograph, Vitagraph, Essanay, Lubin, Selig, Kalem, et deux producteurs français implantés aux États-Unis : Pathé Frères et Star Film. Elle a produit son dernier film en 1923.
Pionnière des westerns au cinéma, elle compte parmi ses vedettes Tom Mix dont la série de films a obtenu beaucoup de succès.

## Filmographie partielle

### Années 1900
- 1896 : The Tramp and the Dog
- 1898 : Soldiers at Play
- 1901 : Gans-McGovern Fight
- 1901 : Dewey Parada
- 1901 : Chicago Police Parade
- 1902 : Where Golden Bars Are Cast de Harry Buckwalter
- 1902 : Ute Pass Express de Harry Buckwalter
- 1902 : Trains Leaving Manitou de Harry Buckwalter
- 1902 : Train in Royal Gorge de Harry Buckwalter
- 1902 : Runaway Stage Coach de Harry Buckwalter
- 1902 : Pike's Peak Toboggan Slide de Harry Buckwalter
- 1902 : Panoramic View of Seven Castles de Harry Buckwalter
- 1902 : Panoramic View of Hell Gate de Harry Buckwalter
- 1902 : Panoramic View of Granite Canyon de Harry Buckwalter
- 1902 : Panorama of Ute Pass de Harry Buckwalter
- 1902 : Panorama of the Royal Gorge de Harry Buckwalter
- 1902 : Panorama of the Famous Georgetown Loop de Harry Buckwalter
- 1902 : Panorama of Cog Railway de Harry Buckwalter
- 1902 : Leaving the Summit of Pike's Peak de Harry Buckwalter
- 1902 : Balloon Ascension de Harry Buckwalter
- 1903 : A Hot Time on a Bathing Beach
- 1903 : The Girl in Blue
- 1903 : Chicago Firecats of Parade
- 1903 : Business Rivalry
- 1903 : Trip Around The Union Loop
- 1903 : Chicago Fire Run
- 1903 : View of State Street
- 1904 : Arrival of Humpty Dumpty
- 1904 : The Tramp Dog
- 1904 : Sour Lake Oil Fields de Harry Buckwalter
- 1904 : Panoramic View of the Columbia River de Harry Buckwalter
- 1904 : Panoramic View of Spokane Falls de Harry Buckwalter
- 1904 : Panoramic View of Multnomah Falls de Harry Buckwalter
- 1904 : Mending Seines on the Columbia River de Harry Buckwalter
- 1904 : Hauling in Seines and Pulling Seines Into Boat de Harry Buckwalter
- 1904 : Hauling in a Big Catch de Harry Buckwalter
- 1904 : Fish Traps Columbia River de Harry Buckwalter
- 1904 : Chicago Portland Special de Harry Buckwalter
- 1904 : The Girls in the Overalls de Harry Buckwalter
- 1906 : Dolly's Papa de Gilbert M. Anderson
- 1906 : The Female Highwayman de Gilbert M. Anderson
- 1906 : Trapped by Pinkertons de Gilbert M. Anderson
- 1906 : Trip to Southern Colorado de Harry Buckwalter
- 1906 : The Tomboys de Gilbert M. Anderson
- 1906 : Sights in a Great City de Gilbert M. Anderson
- 1907 : Who Is Who? de Gilbert M. Anderson
- 1907 : His First Ride de Gilbert M. Anderson
- 1907 : Western Justice de Gilbert M. Anderson
- 1907 : The Bandit King de Gilbert M. Anderson
- 1907 : The Two Orphans de Francis Boggs
- 1907 : The Grafter
- 1908 : The Count of Monte Cristo de Francis Boggs
- 1908 : Damon and Pythias
- 1909 : Hunting Big Game in Africa
- 1909 : Fighting Bob de Francis Boggs

### Années 1910
- 1910 : Under the Stars and Stripes de Frank Beal
- 1910 : Pride of the Range de Francis Boggs
- 1910 : The Land of Oz d'Otis Turner
- 1910 : Across the Plains de Francis Boggs
- 1910 : Le Magicien d'Oz (The Wonderful Wizard of Oz)
- 1911 : The Spy d'Otis Turner
- 1911 : The Witch of the Everglades d'Otis Turner
- 1911 : Back to the Primitive de Francis Boggs et Otis Turner
- 1911 : Jim and Joe d'Otis Turner
- 1911 : Blackbeard de Francis Boggs
- 1911 : The Rose of Old St. Augustine d'Otis Turner
- 1911 : Captain Kate de Francis Boggs et Otis Turner
- 1911 : Jealous George d'Otis Turner
- 1911 : The Two Orphans d'Otis Turner et Francis Boggs
- 1911 : Life on the Border d'Otis Turner
- 1911 : The Totem Mark d'Otis Turner
- 1911 : Dad's Girls d'Otis Turner
- 1911 : In the Shadow of the Pines de Hobart Bosworth
- 1911 : The Wheels of Justice d'Otis Turner
- 1911 : The Blacksmith's Love de Francis Boggs
- 1911 : Evangeline de Hobart Bosworth
- 1912 : The Coming of Columbus
- 1912 : Brotherhood of Man
- 1912 : The House of His Master de Lem B. Parker
- 1912 : Into the Genuine de Lem B. Parker
- 1912 : The Brotherhood of Man de Frank Beal
- 1912 : A Detective's Strategy de Lem B. Parker
- 1912 : A Humble Hero de Frank Montgomery
- 1912 : The Stronger Mind de Frank Beal
- 1912 : Driftwood de Otis Thayer
- 1912 : When Memory Calls de Frank Beal
- 1912 : When the Heart Rules de Frank Beal
- 1912 : Tempted by Necessity de Lem B. Parker
- 1912 : Her Educator de Lem B. Parker
- 1912 : The Millionaire Vagabonds de Lem B. Parker
- 1912 : A War Time Romance de Richard Garrick
- 1912 : Land Sharks vs. Sea Dogs de Hobart Bosworth
- 1912 : The Trade Gun Bullet de Hobart Bosworth
- 1912 : The Substitute Model de Hobart Bosworth
- 1912 : Getting Atmosphere de Hobart Bosworth
- 1912 : Saved by Fire de Lem B. Parker
- 1912 : Kings of the Forest de Colin Campbell
- 1912 : Miss Aubry's Love Affair de Hobart Bosworth
- 1912 : When Helen Was Elected de Lem B. Parker
- 1912 : The Vintage of Fate de Lem B. Parker
- 1912 : Harbor Island de Lem B. Parker
- 1913 : The Lipton Cup: Introducing Sir Thomas Lipton de Lem B. Parker
- 1913 : A Little Child Shall Lead Them de Lem B. Parker
- 1913 : The Governor's Daughter de Lem B. Parker
- 1913 : Her Only Son de Lem B. Parker
- 1913 : Margarita and the Mission Funds de Lem B. Parker
- 1913 : The Hoyden's Awakening de Lem B. Parker
- 1913 : With Love's Eyes de Lem B. Parker
- 1913 : The Early Bird de Colin Campbell
- 1913 : The Tie of the Blood de Lem B. Parker
- 1913 : The Burglar Who Robbed Death de Lem B. Parker
- 1913 : Two Men and a Woman de Lem B. Parker
- 1913 : Les Aventures de Kathlyn
- 1913 : The Fugitive de Charles H. France
- 1913 : Indian Summer de Lem B. Parker
- 1913 : Lieutenant Jones de Lem B. Parker
- 1913 : The Leopard Tamer de Lem B. Parker
- 1913 : The Stolen Melody de Lem B. Parker
- 1913 : The Spanish Parrot Girl de Lem B. Parker
- 1913 : Love Before Ten de Lem B. Parker
- 1913 : Diverging Paths de Lem B. Parker
- 1913 : The Girl and the Judge de Lem B. Parker
- 1913 : The Tide of Destiny de Lem B. Parker
- 1913 : The Mansion of Misery de Lem B. Parker
- 1913 : Only Five Years Old de Lem B. Parker
- 1913 : Woman: Past and Present de Lem B. Parker
- 1913 : Arabia, the Equine Detective
- 1913 : The Sheriff of Yavapai County
- 1914 : Good Resolutions de William Duncan
- 1914 : By Unseen Hand de William Duncan
- 1914 : The Renegade's Vengeance de William Duncan
- 1914 : A Mix-Up on the Plains de William Duncan
- 1914 : The Spoilers
- 1914 : A Friend in Need de William Duncan
- 1914 : Shotgun Jones de Colin Campbell
- 1914 : The Speck on the Wall de Colin Campbell
- 1914 : Me an' Bill de Colin Campbell
- 1914 : The Wilderness Mail de Colin Campbell
- 1915 : Robert Thorne Forecloses de Burton L. King
- 1915 : House of a Thousand Candles
- 1915 : The Reaping de Burton L. King
- 1915 : The Bridge of Time de Frank Beal
- 1915 : The Yellow Streak de Burton L. King
- 1915 : The Eagle and the Sparrow de Burton L. King
- 1915 : A Black Sheep
- 1915 : Two Brothers and a Girl de Burton L. King
- 1915 : The Crisis
- 1915 : The Man from Texas
- 1915 : I'm Glad My Boy Grew Up to Be a Soldier de Frank Beal
- 1915 : The Coquette's Awakening de Frank Beal
- 1916 : The Garden of Allah
- 1916 : Only a Rose de Burton L. King
- 1917 : The Daughter of « Gas House » Dan
- 1917 : Won in the Stretch de Burton L. King
- 1917 : The Goddess of Chance de Burton L. King
- 1917 : The Font of Courage de Burton L. King
- 1917 : The Angel of Poverty Row de Colin Campbell
- 1918 : Little Orphant Annie
- 1918 : The City of Purple Dreams